# Regiment der Gardes du Corps
Das Regiment der Gardes du Corps war ein Kürassierregiment in der Garde-Kavallerie der Preußischen Armee. Es wurde 1740 von Friedrich II. von Preußen aufgestellt, 1756 auf drei Eskadronen aufgestockt und als 13. Kürassierregiment (spätere Nummerierung K 13) geführt. Es bestand bis nach dem Ersten Weltkrieg.

## Geschichte
Die Kurfürsten von Brandenburg unterhielten mit der seit 1542 bestehenden Trabantengarde zu Fuß (Trabant bedeutet ursprünglich „Leibwächter“ oder „Begleiter“) eine auch berittene Haustruppe, 1571 kamen die „einspännigen Knechte zu Ross“ dazu, die durch den Großen Kurfürsten wesentlich erweitert wurden, und unter seinem Nachfolger Friedrich I. von 1692 bis 1713 als Garde du Corps existierten, unter Friedrich Wilhelm I. aber wieder aufgelöst wurden.
Mit Allerhöchster-Kabinetts-Order (A.K.O.) Friedrichs II. von Preußen vom 23. Juni 1740 wurde in Charlottenburg die Aufstellung einer Lehr-Eskadron Gardes du Corps mit Gardecharakter befohlen. Es war nicht nur die persönliche Leibwache für den König, sondern wurde in der Folge auch eine Mustereinheit für die preußische Kavallerie, die in der Schlacht bei Mollwitz am 10. April 1741 versagt hatte und umstrukturiert werden musste.
Bereits im Jahr 1753 wurde der Gardes du Corps als neue Garnison Potsdam zugewiesen. Erst im Siebenjährigen Krieg traten Feldeskadrons hinzu und die Einheit wurde aufgestockt. Dem so entstandenen Regiment wurde in der Armee-Liste der erste Rang zugewiesen. Somit waren die Gardes du Corps die vornehmste Einheit der königlich preußischen Kavallerie und blieben es bis zu ihrer Auflösung. Das Regiment führte in der Stammliste von 1806 zwar noch die Nummer 13 der Kürassier-Regimenter, nahm aber beim Exerzieren sowie bei Paraden stets den ersten Platz ein. Ab 1813 war das Regiment ohne Stammnummer.
1914 bestand das Regiment aus fünf Eskadronen, zu je zwei Kompanien. Die 1. Kompanie hieß Leibkompanie, ihr Chef war der jeweilige König von Preußen, der auch immer der Chef des gesamten Regiments war.

### Österreichischer Erbfolgekrieg
Im Österreichischen Erbfolgekrieg nahm das Regiment an den preußisch-österreichischen Kampfhandlungen in Schlesien teil, insbesondere an der Schlacht bei Hohenfriedberg am 4. Juni 1745.

### Siebenjähriger Krieg
Im Siebenjährigen Krieg beteiligte sich das Regiment an folgenden Schlachten:
Lobositz, Prag, Kolin (eine Eskadron), Roßbach, Leuthen, Zorndorf, Hochkirch, Liegnitz und Torgau.

### Koalitionskriege

#### Krieg mit Frankreich 1806/07
Am 14. Oktober 1806 in der verlorenen Schlacht bei Auerstedt nicht eingesetzt, konnte sich das Regiment als geschlossener Verband nach Königsberg absetzen. Es wurde dem Korps L’Estocq zugeteilt und nahm an der Schlacht bei Preußisch Eylau teil. Das Regiment war eine der wenigen Einheiten, die in der neu formierten preußischen Armee weiterbestanden.

#### Befreiungskriege 1813/15
Teilnahme an der Schlacht bei Großgörschen, bei Bautzen und bei Haynau. Teilnahme an der Völkerschlacht bei Leipzig (16. bis 18. Oktober 1813)
Einmarsch in Paris am 31. März 1814. Nach der Niederlage Napoleons in der Schlacht bei Belle Alliance (18. Juni 1815) zweiter Einmarsch in Paris am 22. Juli 1815. Vom 4. Oktober bis 2. Dezember 1815 Rückmarsch nach Berlin und Potsdam.

### Revolution 1848
Das Regiment war am 18. März 1848 an den Straßenkämpfen in Berlin beteiligt.

### Deutsch-Dänischer Krieg
Im Feldzug gegen Dänemark von 1864 erfolgte für das Regiment keine Mobilmachung.

### Deutscher Krieg
Im Krieg gegen den Deutschen Bund 1866 rückte das Regiment nach Böhmen aus. In der Schlacht bei Königgrätz war es der Reserve zugeteilt.

### Deutsch-Französischer Krieg

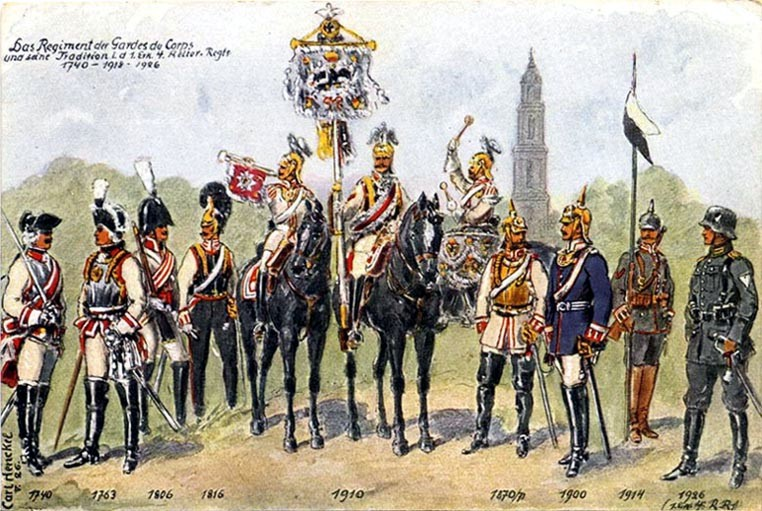
Uniformen im Wandel der Zeit

Der Krieg gegen Frankreich 1870/71 sah die Kürassiere nur in geringfügige Kampfhandlungen bei St. Privat, Sedan und der Belagerung von Paris vom 19. September 1870 bis 28. Januar 1871 verwickelt. Nach dem Waffenstillstand im Februar 1871 wurde das Regiment der Besatzungstruppe zugeteilt. Hier blieb es bis Anfang Juni 1871 und kehrte dann in seine Heimatgarnison zurück, wo es am 13. Juni eintraf. Am 16. Juni 1871 ritt das Regiment im Zuge der Siegesparade durch das Brandenburger Tor in Berlin ein.

### Erster Weltkrieg
Nach der Mobilmachung Ausmarsch nach Belgien und Teilnahme an der Schlacht an der Marne.
- August 1914: Vormarsch bis zur Marne
- am 28. August 1914 befand sich die 1. und 3. Eskadron bei Fère-en-Tardenois/nördlich Château-Thierry
- Anfang September 1914 Rückzug zur Aisne
- Danach bis Dezember 1914 Stellungskämpfe an der Aisne.
- Vom Dezember 1914 bis Juli 1915 Grenzschutz an der belgisch-holländischen Grenze.
- Ab August 1915 Verlegung an die Ostfront, Teilnahme an der Offensive in Russisch-Polen und Galizien.
- Von Oktober 1915 bis Mitte Juli 1917 Stellungskämpfe bei Pinsk und Kowel. Danach wieder beritten gemacht und bei der Gegenoffensive in Galizien eingesetzt.
- Anschließend bis Februar 1918 Verlegung nach Kurland und Livland zur Aufrechterhaltung der Sicherheit und Ordnung. Dieses schloss auch die Bekämpfung von Zusammenschlüssen bewaffneter russischer Deserteure und sonstiger, nicht dem Kombattantenstatus angehörender bewaffneter Gruppierungen der ortsansässigen Bevölkerung ein.
- Im April 1918 Abtransport in die Ukraine, um dort die Ordnung wiederherzustellen.
- Am 9. November befand sich das Regiment in Jampol.

### Verbleib
Nach Kriegsende erhielt das Regiment am 12. November 1918 den Befehl zur Räumung der Ukraine. Es traf am 13. und 14. Februar 1919 wieder in Potsdam ein, wo ab dem 16. Februar die Demobilisierung begann und der Verband schließlich aufgelöst wurde.
Die Tradition übernahm in der Reichswehr durch Erlass des Chefs der Heeresleitung, General der Infanterie Hans von Seeckt, vom 24. August 1921 die 1. Eskadron des 4. (Preußisches) Reiter-Regiments in Potsdam. Zuletzt führte in der Bundeswehr das Panzerbataillon 24 in Braunschweig bis zu seiner Auflösung dessen Tradition fort.

## Kommandeure

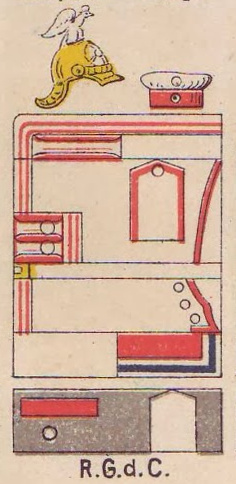
Farbschema der Uniform des Regiment Gardes du Corps

| Dienstgrad                  | Name                                      | Datum                                                               |
| --------------------------- | ----------------------------------------- | ------------------------------------------------------------------- |
| Major                       | Otto Friedrich von Blumenthal             | 1740                                                                |
| Rittmeister                 | Georg Christoph von Jaschinski            | 1744                                                                |
| Oberst                      | Hans von Blumenthal                       | 1747                                                                |
| Rittmeister                 | Wilhelm Dietrich von Wacknitz             | 1758                                                                |
| Major                       | Karl Heinrich von Schätzell               | 1760                                                                |
| Rittmeister/Oberstleutnant  | Sylvius von Poser                         | 12. September 1770 bis 1773                                         |
| Oberst                      | Johann Karl Friedrich von Mengden         | 23. Dezember 1773 bis 24. September 1785                            |
| Major                       | Karl Wilhelm von Byern                    | 1785                                                                |
| Oberst                      | Friedrich Heinrich Wilhelm von Zollikofer | 1795                                                                |
| Oberstleutnant              | Christian Friedrich von Rabenau           | 1798                                                                |
| Major                       | Ernst August von Wintzingerode            | 1801                                                                |
| Major/Oberstleutnant/Oberst | Heinrich von Zawadzky                     | 20. September 1806 bis 25. Februar 1810                             |
| Major/Oberstleutnant/Oberst | Florenz von Bockum gen. Dolffs            | 01. März 1810 bis 14. Juni 1813                                     |
| Major/Oberstleutnant/Oberst | Heinrich von Knobelsdorff                 | 18. Juni 1813 bis 10. April 1815                                    |
| Oberst                      | Friedrich Wilhelm von Brandenburg         | 23. April 1816 bis 27. März 1819                                    |
| Oberst                      | Karl von Brauchitsch                      | 28. März 1819 bis 27. November 1826                                 |
| Oberstleutnant/Oberst       | Friedrich von dem Bussche-Ippenburg       | 30. März 1829 bis 15. Februar 1834                                  |
| Major/Oberstleutnant/Oberst | Franz von Waldersee                       | 17. Februar 1834 bis 24. März 1841                                  |
| Oberstleutnant              | Friedrich von Reitzenstein                | 25. März 1841 bis 31. August 1845                                   |
| Oberstleutnant              | Wilhelm Finck von Finckenstein            | 01. September 1845 bis 12. Januar 1846 (mit der Führung beauftragt) |
| Oberstleutnant/Oberst       | Wilhelm Finck von Finckenstein            | 13. Januar 1847 bis 13. Dezember 1848                               |
| Major/Oberstleutnant/Oberst | Louis von Dönhoff                         | 14. Dezember 1848 bis 24. April 1854                                |
| Oberst                      | Friedrich von Derenthall                  | 25. April 1854 bis 17. September 1856                               |
| Oberst                      | Hugo Eberhard zu Münster-Meinhövel        | 18. September 1856 bis 7. Juli 1858                                 |
| Oberstleutnant/Oberst       | Hermann von Alvensleben                   | 08. Juli 1858 bis 13. Juni 1859                                     |
| Major                       | Friedrich von Brandenburg                 | 14. Juni 1859 bis 11. Mai 1860 (mit der Führung beauftragt)         |
| Major/Oberstleutnant/Oberst | Friedrich von Brandenburg                 | 12. Mai 1860 bis 29. Oktober 1866                                   |
| Oberstleutnant/Oberst       | Buko von Krosigk                          | 30. Oktober 1866 bis 10. November 1871                              |
| Oberstleutnant/Oberst       | Hermann Albert zu Lynar                   | 11. November 1871 bis 14. Mai 1875                                  |
| Oberstleutnant/Oberst       | Karl von Alten                            | 15. Juni 1875 bis 21. März 1882                                     |
| Oberst                      | Theodor von Schlieffen                    | 22. März 1882 bis 15. September 1885                                |
| Oberstleutnant/Oberst       | Gerd von Below                            | 16. September 1885 bis 15. Februar 1889                             |
| Oberstleutnant              | Moritz von Bissing                        | 18. Februar 1889 bis 19. Mai 1893                                   |
|                             | Friedrich Leopold von Preußen             | 20. Mai 1893 bis 13. November 1894                                  |
|                             | Alfred von Mitzlaff                       | 14. November 1894 bis 9. Juni 1899                                  |
|                             | Wilhelm von Hohenau                       | 10. Juni 1899 bis 21. April 1902                                    |
| Major/Oberstleutnant/Oberst | Manfred von Richthofen                    | 22. April 1902 bis 20. März 1908                                    |
| Oberstleutnant              | Thilo von Rothkirch und Trach             | 21. März 1908 bis 17. Februar 1913                                  |
| Oberstleutnant              | Friedrich von der Schulenburg             | 18. Februar 1913 bis 1. August 1914                                 |
|                             | Leopold von Kleist                        | 02. August 1914 bis 10. Januar 1915                                 |
| Oberstleutnant              | Reinhard Ludwig zu Solms-Hohensolms-Lich  | 11. Januar 1915 bis 23. Juni 1917                                   |
|                             | Eberhard von Arnim                        | 24. Juni 1917 bis 4. August 1918                                    |
| Oberstleutnant              | Peter Martin Yorck von Wartenburg         | 05. August 1918 bis 15. Februar 1919                                |

## Uniform

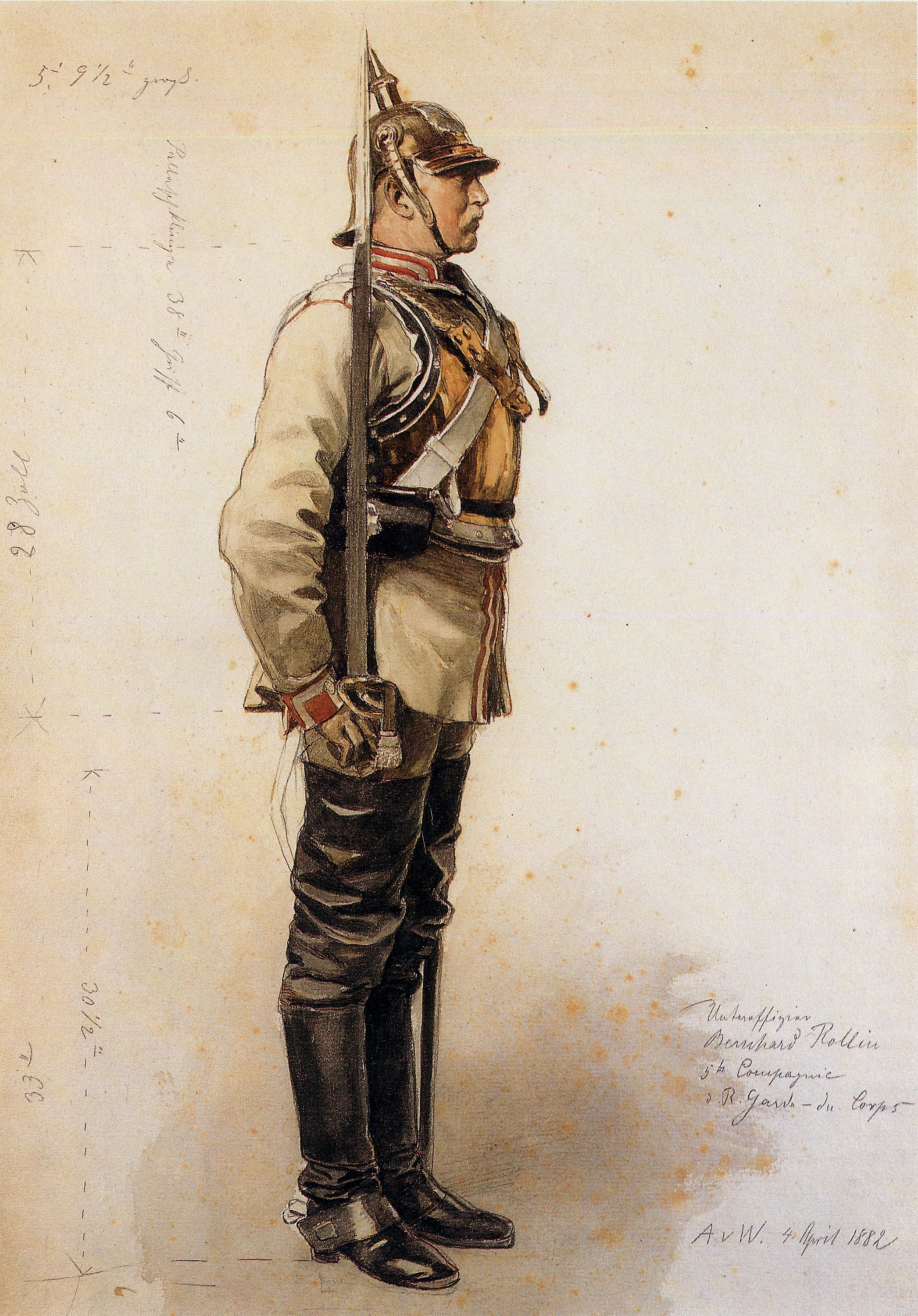
Kürassier des Gardes du Corps bei der Reichsproklamation 1871

Das Regiment der Gardes du Corps trug seit seiner Gründung schwarze Stulpenstiefel (Kürassierstiefel), weiße Uniformen mit ponceauroten Abzeichen, weißen Knöpfe und Litzen. Der Helm war aus Tombak mit neusilbernen Beschlägen und Spitze (für Paraden stattdessen mit einem Aufsatzadler). Der Kürass war aus Eisen mit Messingplatten. Die Pferde der Gardes du Corps waren allesamt von dunkelbrauner Farbe.
Ein weißer Koller und weiße Stiefelhosen wurden bis 1912 auch im Felde getragen. Offiziere waren mit Epauletten, Unteroffiziere und Mannschaften mit Schulterklappen ausgestattet. Dazu kamen schwarze Kürassierstiefel (sogenannte Kanonenstiefel), eine besonders lange Form der Stulpenstiefel und der Kürassierhelm aus Tombak mit neusilbernen Abzeichen, sowie ein weißes Bandelier mit schwarzer Kartusche. Bei Paraden wurde zusätzlich ein zweiteiliger, mit Messingplatten belegter, eiserner Kürass angelegt und auf dem Helm die Spitze durch einen silbernen Adler ersetzt. Die Musiker führten anstelle der Spitze einen roten Rosshaarbusch. Auf dem Helm befand sich vorn der Gardestern.
Zum normalen Dienst trugen die Kürassiere in der Kaiserzeit einen dunkelblauen Waffenrock. Als Gesellschaftsuniform war dieser bei Offizieren mit Epauletten ausgestattet, allgemein wurde ein tombakfarbener Ringkragen mit silbernen Abzeichen getragen. Dazu gehörte eine weiße Schirmmütze mit rotem Besatzstreifen.
Die Abzeichenfarbe auf den schwedischen Aufschlägen, dem Kragen und den Epaulettenfeldern war rot, die Knöpfe und Borten silbern.
Zum Galawachtanzug wurde eine rote Supraweste über den Koller angezogen. Auf Front und Rücken der Weste befand sich, groß dimensioniert, je ein gestickter Stern des Schwarzen Adlerordens.
Bereits mit A.K.O. vom 14. Februar 1907 befohlen und ab 1909/10 schrittweise eingeführt, wurde anlässlich des Kaisermanövers 1913 die bunte Uniform erstmals durch die feldgraue Felddienstuniform (M 1910) ersetzt. Das Lederzeug und die Stiefel waren naturbraun, der Helm wurde durch einen schilffarbig genannten Stoffüberzug bedeckt. Das Bandelier und die Kartusche wurden zu dieser Uniform nicht mehr angelegt.

## Standarte
1756 wurden den damaligen drei Eskadrons der Gardes du Corps Standarten in der Form des römischen Vexillums verliehen, wie sie sonst von keinem anderen preußischen Truppenteil geführt wurden.
Die Regiments-Standarte der Gardes du Corps ist erhalten und befindet sich heute im Zeughaus (Deutsches Historisches Museum) zu Berlin, nachdem sie bis 1991 auf der Burg Hohenzollern am Sarg Friedrichs des Großen aufbewahrt worden war.

## Besonderheiten
Eine Besonderheit besteht schon in der Bezeichnung des Corps. Bei anderen Einheiten mit diesen Namen wurde in der Regel die Singularform Garde verwendet. Einzig diese Einheit wurde mit der französischen Pluralform Gardes, also mit einem „s“ am Ende, bezeichnet.

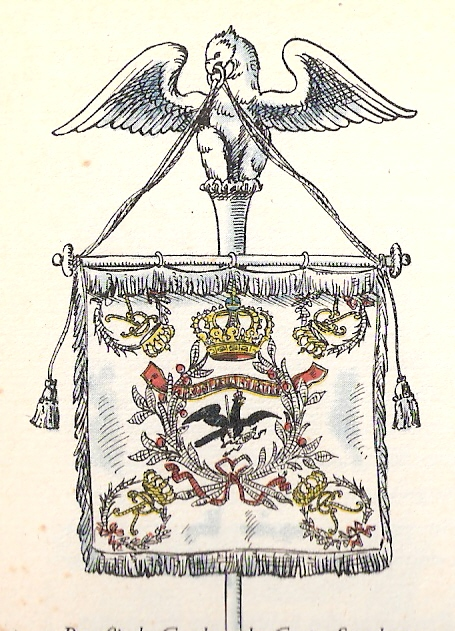
Standarte des Regiments

Das Regiment der Gardes du Corps verfügte als vornehmstes Kavallerieregiment der preußischen Armee und der ihr angeschlossenen Armeen über eine Vielzahl von Besonderheiten:
- In der Rangliste der preußischen Truppen nahm das GdC den zweiten Platz unmittelbar hinter dem Ersten Garde Regiment zu Fuß (EGR) ein. Das zeigte sich unter anderem darin, dass beim Neujahrsempfang des Kaisers und Königs die Offiziere des GdC unmittelbar nach denen des EGR und damit noch vor den Fürsten und Botschaftern vor den Thron geführt wurden.
- Die Offizierkorps der Kavallerieregimenter hatten allgemein einen höheren Anteil adliger Offiziere als die anderer Truppengattungen. Im GdC gab es noch 1913 außer den fünf Ärzten und Tierärzten keinen einzigen bürgerlichen Offizier. Von den 34 Offizierstellen wurden 20 durch Fürsten und Grafen besetzt. Der Anteil des Hoch- und Uradels nahm damit im GdC einen Spitzenplatz im Vergleich aller Regimenter ein. Philipp zu Eulenburg, der im GdC gedient hatte, nannte sein Regiment „die eleganteste der eleganten Garden“.[4]
- Bei Hofbällen musste sich ein besonders großer Offizier des GdC stets in der Nähe des Kaisers und Königs aufhalten. Als einziger Anwesender musste dieser Offizier auch während der gesamten Veranstaltung den Helm mit Adler auf dem Kopf tragen. Zweck dieser Bestimmung war die leichte und schnelle Auffindbarkeit des Kaisers und Königs in den Sälen im Fall eiliger Meldungen oder Depeschen.
- Als einziges Kürassierregiment hatte das GdC zwei Sätze von Kürassen. Neben den blank polierten hatte jeder Kürassier noch einen zweiteiligen (Brust- und Rückenstück) schwarzen Kürass. Die schwarzen Kürasse hatte Zar Alexander I. dem Regiment 1814 als Zeichen der Freundschaft und Bündnistreue zum Geschenk gemacht.
- Der Kesselpauker des GdC musste einen besonders prächtigen und ansehnlichen Bart haben, der sogar in den einschlägigen Vorschriften genau beschrieben war.
- Der inoffizielle Wahlspruch des Regiments war Adelheit es ist soweit. Damit wurde auf einen Ausspruch des Rittmeisters Achatz von Wacknitz in der Schlacht von Roßbach angespielt. Adelheit steht dabei nicht als Frauenname, sondern für den Adel oder adlige oder ritterliche Gesinnung.
- Im Lied und Marsch Donnerwetter – tadellos! (auch Der Gardeleutnant) aus der gleichnamigen Revue von Paul Lincke wird nach dem Text von Julius Freund das Regiment der Gardes du Corps launig besungen.

## Bilder

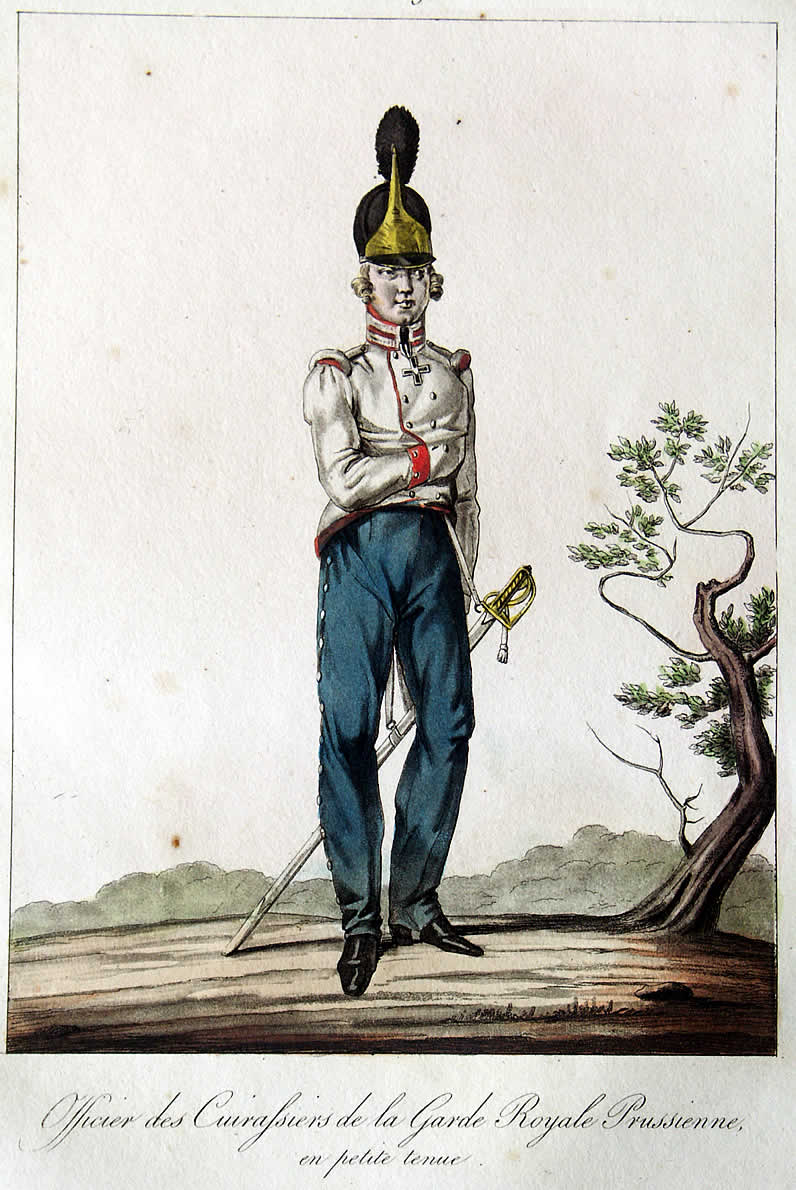
Offizier der Gardes du Corps in kleiner Uniform, 1815
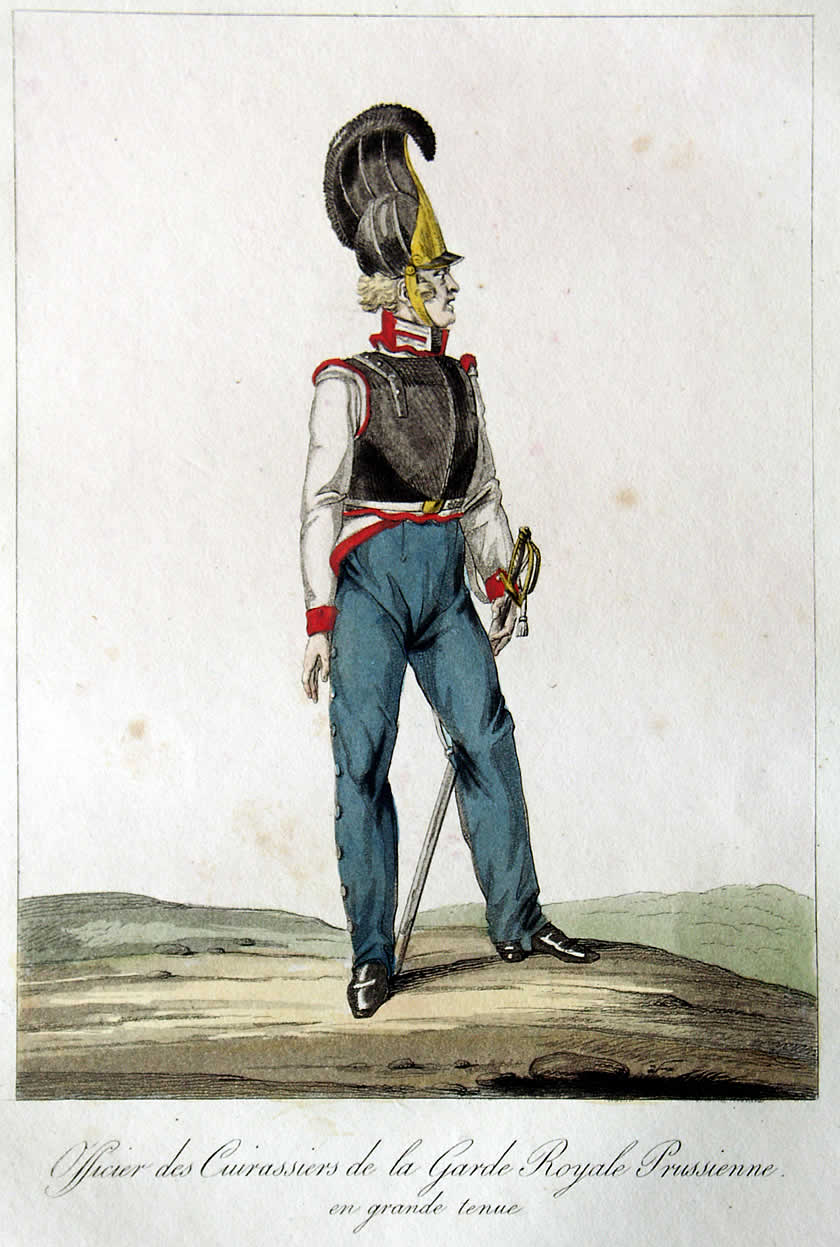
Offizier der Gardes du Corps in großer Uniform, 1815
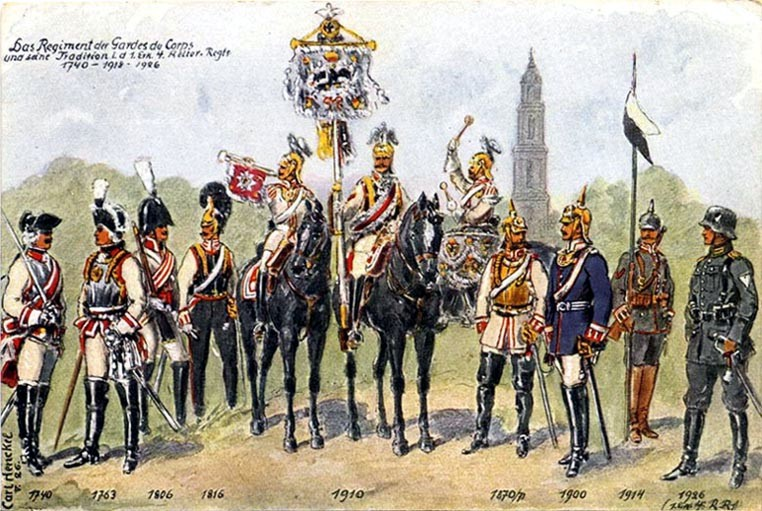
Uniformen der Gardes du Corps von 1740 bis zum Traditionsregiment 1926. Postkarte von Carl Henckel (1862–1929)
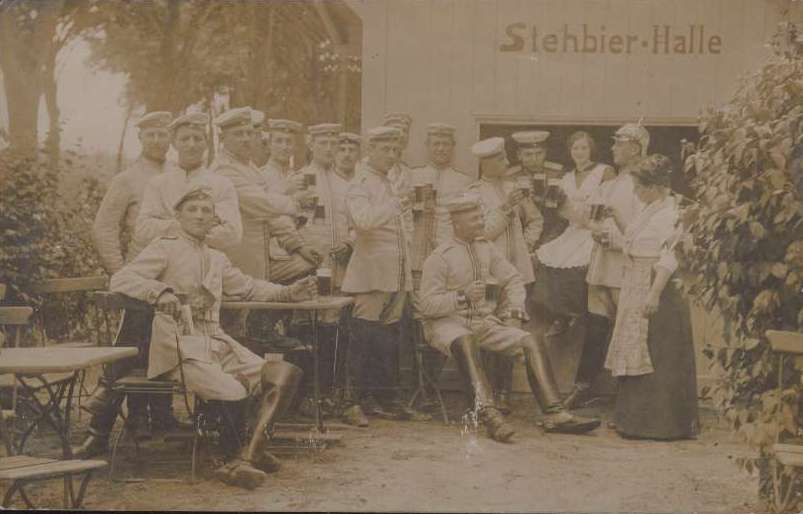
Soldaten des Regimentes in Potsdam, 1913
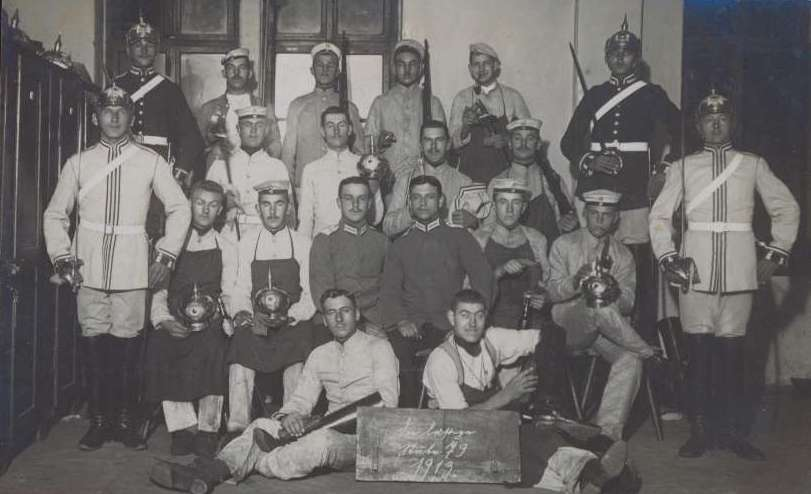
Angehörige des Regiments in Potsdam, 1913
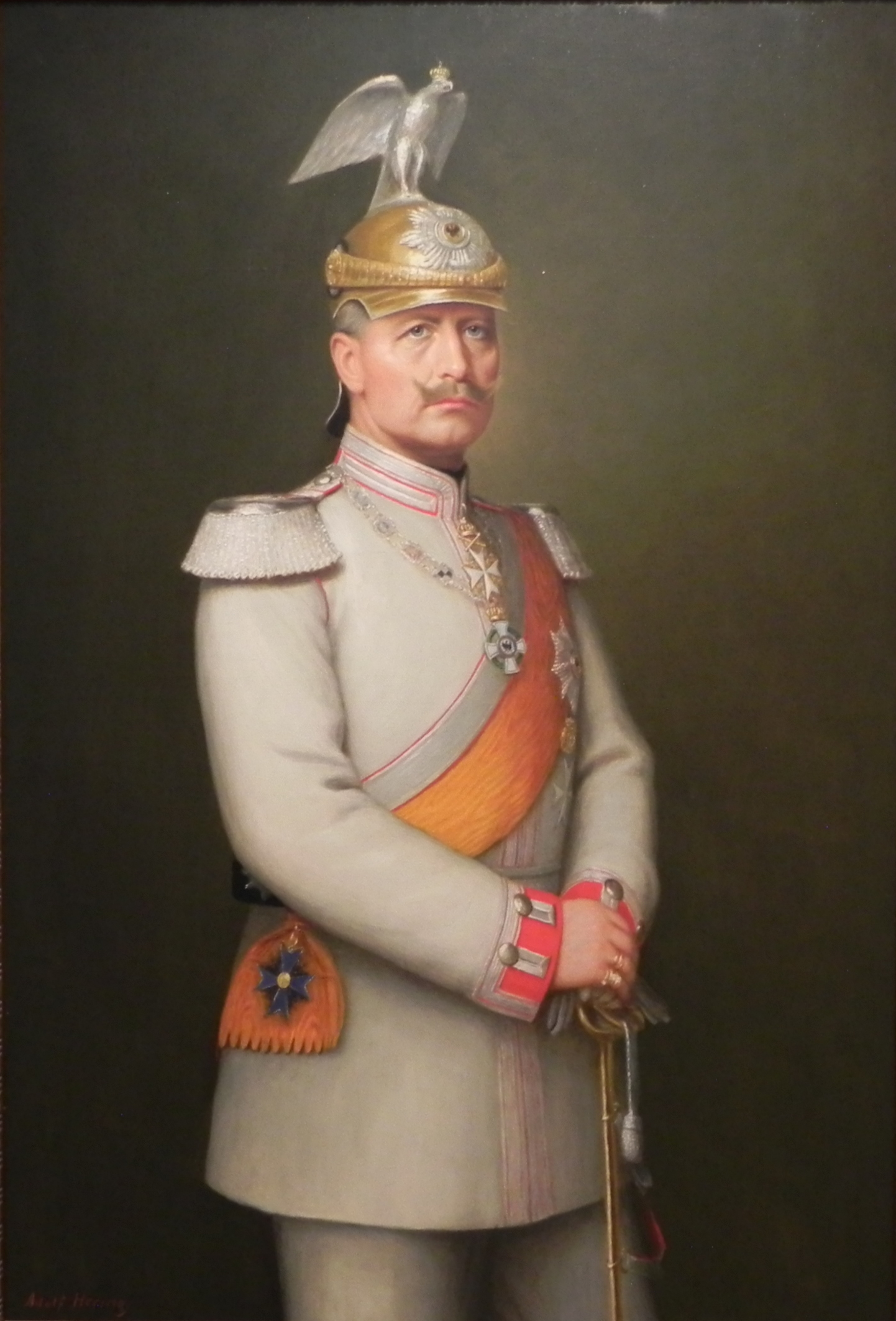
Wilhelm II. als Regimentschef in weißer Paradeuniform; Gemälde von Adolf Hering (1900)

### Sekundärliteratur
- D. V. E. Nr. 317 Bekleidungsvorschrift für Offiziere etc. Berlin 1911.
- Oskar Pusch: Das schlesische uradelige Geschlecht von Poser, insonderheit von Poser und Groß-Naedlitz (= Bibliothek familiengeschichtlicher Arbeiten. Band XXII). Degener & Co, Neustadt an der Aisch 1957.